# Anna Pfeffer
Anna Pfeffer   (Kaposvár, 31 d'agost de 1945) és una piragüista d'aigües tranquil·les hongaresa, ja retirada, que va competir durant les dècades de 1960 i 1970.
El 1968 va prendre part en els Jocs Olímpics d'Estiu de Ciutat de Mèxic, on guanyà la medalla de plata en la prova del K-2, 500 metres del programa de piragüisme. Formà parella amb Katalin Rozsnyói. Quatre anys més tard, als Jocs de Munic, disputà dues proves del programa de piragüisme. En el K-1, 500 metres guanyà la medalla de bronze, mentre en el K-2, 500 metres fou quarta. El 1976, a Montreal, disputà els seus tercers, i darrers, Jocs Olímpics, on guanyà una nova medalla de plata en la prova del K-2, 500 metres, en aquesta ocasió fent parella amb Klára Rajnai.
En el seu palmarès també destaquen quatre medalles al Campionat del Món de piragüisme en aigües tranquil·les, una d'or, dues de plata i una de bronze, entre les edicions del 1966 i 1973; així com dues medalles al Campionat d'Europa, una de plata i una de bronze, el 1969.